# Phrynomedusa
A Phrynomedusa a kétéltűek (Amphibia) osztályába a békák (Anura) rendjébe és a levelibéka-félék (Hylidae) családjába tartozó nem.

## Elterjedésük
A nembe tartozó fajok Brazília déli és délkeleti részén honosak.

## Rendszerezés
Korábban a Phyllomedusa nembe sorolták őket, mint a "Phyllomedusa fimbriata csoport" része.
A nembe az alábbi fajok tartoznak.
- Phrynomedusa appendiculata (Lutz, 1925)
- Phrynomedusa bokermanni Cruz, 1991
- Phrynomedusa dryade Baêta, Giasson, Pombal & Haddad, 2016
- †Phrynomedusa fimbriata Miranda-Ribeiro, 1923
- Phrynomedusa marginata (Izecksohn & Cruz, 1976)
- Phrynomedusa vanzolinii Cruz, 1991